# Шемоден
Шемоден (фр. Chemaudin) насеље је и општина у источној Француској у региону Франш-Конте, у департману Ду која припада префектури Безансон.
По подацима из 2011. године у општини је живело 1441 становника, а густина насељености је износила 197,4 становника/km². Општина се простире на површини од 7,3 km². Налази се на средњој надморској висини од 274 метара (максималној 310 m, а минималној 233 m).

## Демографија
| 1962. | 1968. | 1975. | 1982. | 1990. | 1999. | 2011. |
| ----- | ----- | ----- | ----- | ----- | ----- | ----- |
| 409   | 487   | 600   | 702   | 941   | 1.222 | 1.441 |

График промене броја становника у току последњих година